# Jeff Bryant (cầu thủ bóng đá)
Jeffrey Stephen Bryant (sinh ngày 27 tháng 11 năm 1953) là một cầu thủ bóng đá người Anh thi đấu ở Football League, ở vị trí hậu vệ.